# Pereute swainsoni
Pereute swainsoni är en fjärilsart som först beskrevs av Gray 1832.  Pereute swainsoni ingår i släktet Pereute och familjen vitfjärilar. Inga underarter finns listade i Catalogue of Life.